# 수원권선경찰서
수원서부경찰서(水原西部警察署, Suwon Seobu Police Station)는 경기도남부경찰청이 관할하는 경찰서 중 하나이다. 경기도 수원시 권선구 일부지역과 팔달구 일부지역을 관할한다. 경기도 수원시 권선구 서부로 1673에 있다. 2025년 8월 5일, 수원권선경찰서로 명칭이 변경된다.
서장은 총경으로 보한다.

## 기본 정보
- 주소: 경기도 수원시 권선구 서부로 1673 (탑동)
- 우편번호: 16626

## 관할 파출소 및 지구대
수원서부경찰서는 2개의 지구대와 5개의 파출소를 산하에 두고 있다.
| 명칭         | 사진 | 주소                               | 관할구역                                                                      | 치안센터 |
| ------------ | ---- | ---------------------------------- | ----------------------------------------------------------------------------- | -------- |
| 매산지구대   |      | 팔달구 덕영대로 924 (매산로1가)    | 매산로 1·2·3가, 권선로 일부, 세류로 일부, 덕영대로 일부.                      |          |
| 서호지구대   |      | 권선구 구운로73번길 18-13 (구운동) | 권선구 서둔동, 탑동, 구운동, 팔달구 수성로 일부                               |          |
| 고색파출소   |      | 권선구 매송고색로 750 (고색동)     | 고색동, 평동, 오목천동, 평리동                                                |          |
| 고등파출소   |      | 팔달구 고등로 50 (고등동)          | 고등동                                                                        |          |
| 호매실파출소 |      | 권선구 금곡로 190 (금곡동)         | 금곡동, 호매실동                                                              |          |
| 유천파출소   |      | 팔달구 매산로116번길 50 (매교동)   | 매교동, 교동, 효원로 일부, 권선로 일부, 세권로 일부, 정조로 일부, 세지로 일부 |          |
| 당수파출소   |      | 권선구 당진로32번길 28-4 (당수동)  | 당수동, 입북동                                                                |          |

## 같이 보기
- 경기도남부경찰청